# اسماعیل فدایی
اسماعیل فدایی(۱۳۲۰ – ١٧ بهمن ١۴٠٣) نماینده حوزه انتخابیه سربند استان مرکزی با تعداد آرای ۳۴٬۸۲۸ برابر ۶۶٫۴۰ درصد آراء در اولین دوره مجلس شورای اسلامی بود.